# Thuit-Hébert
Thuit-Hébert is een plaats en voormalige gemeente in het Franse departement Eure in de regio Normandië en telt 306 inwoners (2004). De plaats maakt deel uit van het arrondissement Bernay.

## Geschiedenis
De gemeente fuseerde op 1 januari 2016 met Bosc-Bénard-Commin en Bourgtheroulde-Infreville tot de commune nouvelle Grand Bourgtheroulde.

## Geografie
De oppervlakte van Thuit-Hébert bedraagt 3,7 km², de bevolkingsdichtheid is 82,7 inwoners per km². De plaats wordt bediend door het spoorwegstation Bourgtheroulde-Thuit-Hébert.
De onderstaande kaart toont de ligging van Thuit-Hébert met de belangrijkste infrastructuur en aangrenzende gemeenten.

## Demografie
Onderstaande figuur toont het verloop van het inwonertal (bron: INSEE-tellingen).